# 남양주 봉선사 칠성도
남양주 봉선사 칠성도는 대한민국 경기도 남양주시 진접읍, 봉선사에 있는 조선시대의 칠성도이다. 2011년 3월 8일 경기도의 문화재자료 제164호로 지정되었다.

## 참고 자료
- 남양주 봉선사 칠성도 - 국가유산청 국가유산포털